# Società Sportiva Juventus Stabia 1973-1974
Questa voce raccoglie le informazioni riguardanti la Società Sportiva Juve Stabia nelle competizioni ufficiali della stagione 1973-1974.

## Stagione
In questa stagione la Juve Stabia disputa il campionato di Serie C girone C, terminando il campionato al 19º posto in classifica, quindi retrocede in Serie D per la stagione seguente. Nell'arco delle 38 giornate realizza 29 punti, con 7 vittorie, 15 pareggi e 16 sconfitte.

## Rosa
| N. |                   | Ruolo | Calciatore          |
| -- | ----------------- | ----- | ------------------- |
|    | Italia (bandiera) | P     | Primo Germano       |
|    | Italia (bandiera) | A     | Alfredo Ciannameo   |
|    | Italia (bandiera) | A     | Carlo Morosini      |
|    | Italia (bandiera) | D     | Gianfranco Lusuardi |
|    | Italia (bandiera) | C     | Enrico Prota        |
|    | Italia (bandiera) |       | Martella            |
|    | Italia (bandiera) |       | Formisano           |
|    | Italia (bandiera) |       | Rizza               |
|    | Italia (bandiera) |       | Jaccarino           |
|    | Italia (bandiera) |       | Lavino              |

| N. |                   | Ruolo | Calciatore  |
| -- | ----------------- | ----- | ----------- |
|    | Italia (bandiera) |       | Toscano     |
|    | Italia (bandiera) |       | Angrisani   |
|    | Italia (bandiera) | C     | Carrano     |
|    | Italia (bandiera) |       | Ferreri     |
|    | Italia (bandiera) | A     | Esposito    |
|    | Italia (bandiera) |       | Agnetti     |
|    | Italia (bandiera) |       | Piebattista |
|    | Italia (bandiera) |       | Chinchero   |
|    | Italia (bandiera) | A     | Apuzzo      |